# Chrysilla doriae
Chrysilla doriae är en spindelart som beskrevs av Tord Tamerlan Teodor Thorell 1890. Chrysilla doriae ingår i släktet Chrysilla och familjen hoppspindlar. Inga underarter finns listade i Catalogue of Life.